# 安迪利·山度士
安迪利·拿斯文圖·杜斯·山度士 （葡萄牙語：Andrey Nascimento dos Santos，2004年5月3日—）是一名巴西職業足球員，司職中場，現効力英超球會車路士，並代表巴西國家足球隊參加國際賽事。

## 球會生涯

### 華斯高
山度士的足球生涯始於巴西球會華斯高的青訓學院。2021年3月6日，當時年僅16歲的山度士於里約熱內盧州聯賽比賽中上演職業生涯地標戰，在第85分鐘為華斯高後備上陣，球隊最終以0-1敗予沃爾塔雷東達。山度士於同年11月18日首次在巴西全國聯賽上陣，球隊以0-3不敵隆德里納體育會。
2022年賽季，球會領隊薛·列卡度開始信任山度士，並多次給予正選機會。2022年6月7日，山度士於巴乙對陣紐迪高的比賽中射入職業生涯首個入球，協助球會以3-2勝出，山度士亦成為華斯高史上最年輕的入球球員。

### 車路士
2023年1月6日，華斯高宣布山度士已轉會至英超球會車路士，轉會費據報達1600萬鎊。

#### 外借華斯高
因申請英國工作證被拒，車路士於2023年3月2日宣布山度士將外借回華斯高直至季尾。

#### 外借諾定咸森林
2023年8月25日，山度士被外借到英超球會諾定咸森林，為期一季。同年10月29日，他在對陣利物浦的3-0敗仗中上演地標戰。
2024年1月4日，車路士宣布提早召回山度士。

#### 外借斯特拉斯堡
2024年2月1日，桑托斯被外借到車路士的姊妹球會斯特拉斯堡，直到赛季结束。他在同月18日對陣羅連安特的比賽中首次為球隊上陣。同年5月12日，山度士在對陣梅斯的法甲比賽補時階段為球隊射入超前一球，協助球隊以2-1反勝對手。

## 國家隊生涯
山度士曾於2019年南美洲U15錦標賽代表巴西U15出賽。2023年1月，山度士入選了巴西U20國家隊出戰南美洲青年足球錦標賽的參賽名單，並擔任隊長帶領巴西U20不敗奪冠。山度士於賽事中表現出色，以六個入球與隊友域陀·賀基並列射手榜首位。
2023年3月，山度士首次被巴西國家隊看守領隊拉蒙·梅内塞斯徵召，入選國家隊名單，並在對陣摩洛哥的友誼賽首次為國家隊正選上陣，球隊以1-2敗北。

## 生涯統計

### 球會
最後更新：2023年5月11日
| 效力球會           | 球季     | 聯賽     | 聯賽 | 聯賽 | 州聯賽 | 州聯賽 | 國家盃賽 | 國家盃賽 | 聯賽盃賽 | 聯賽盃賽 | 洲際比賽 | 洲際比賽 | 總計 | 總計 |
| 效力球會           | 球季     | 聯賽     | 上陣 | 入球 | 上陣   | 入球   | 上陣     | 入球     | 上陣     | 入球     | 上陣     | 入球     | 上陣 | 入球 |
| ------------------ | -------- | -------- | ---- | ---- | ------ | ------ | -------- | -------- | -------- | -------- | -------- | -------- | ---- | ---- |
| 華斯高             | 2021     | 巴乙     | 1    | 0    | 1      | 0      | 0        | 0        | —        | —        | —        | —        | 2    | 0    |
| 華斯高             | 2022     | 巴乙     | 33   | 8    | 2      | 0      | 1        | 0        | —        | —        | —        | —        | 36   | 8    |
| 華斯高             | 總計     | 總計     | 34   | 8    | 3      | 0      | 1        | 0        | —        | —        | —        | —        | 38   | 8    |
| 華斯高（外借）     | 2023     | 巴甲     | 5    | 1    | 4      | 0      | 1        | 0        | —        | —        | 0        | 0        | 10   | 1    |
| 诺丁汉森林（外借） | 2023–24  | 英超     | 1    | 0    | —      | —      | 0        | 0        | 1        | 0        | —        | —        | 2    | 0    |
| 斯特拉斯堡（外借） | 2023–24  | 法甲     | 11   | 1    | —      | —      | 0        | 0        | —        | —        | —        | —        | 11   | 1    |
| 生涯總計           | 生涯總計 | 生涯總計 | 52   | 10   | 7      | 0      | 2        | 0        | 1        | 0        | 0        | 0        | 62   | 10   |

### 國家隊
最後更新：2023年3月25日
| 國家隊 | 年份 | 上陣 | 入球 |
| ------ | ---- | ---- | ---- |
| 巴西   | 2023 | 1    | 0    |
| 總計   | 總計 | 1    | 0    |

## 榮譽

### 國家隊
巴西U20
- 南美洲青年足球錦標賽：2023（英语：2023_South_American_U-20_Championship）[19]

### 個人
- 南美洲青年足球錦標賽神射手：2023（英语：2023_South_American_U-20_Championship）[16]